# 73885 Kalaymoodley
73885 Kalaymoodley este un asteroid din centura principală de asteroizi.

## Descriere
73885 Kalaymoodley este un asteroid din centura principală de asteroizi. A fost descoperit pe 1 martie 1997 la Campo Imperatore de Andrea Boattini. Asteroidul prezintă o orbită caracterizată de o semiaxă mare de 2,34 ua, o excentricitate de 0,24 și o înclinație de 23,5° în raport cu ecliptica.